# 多爾哈斯卡
多爾哈斯卡是羅馬尼亞的城鎮，位於該國東北部錫雷特河右岸，距離首府蘇恰瓦35公里，由蘇恰瓦縣負責管轄，面積110.35平方公里，海拔高度233米，2007年人口11,289。